# Kaple (Chebzí)
Kaple v Chebzí stojí v příkrém svahu v naproti domu čp. 15 v okrese Jeseník. Kaple je dokladem sakrální lidové architektury 19. století. Ministerstvem kultury České republiky byla v roce 2014 prohlášena kulturní památkou ČR.

## Popis
Dřevěná kaple je neorientovaná jednolodní stavba postavená na půdorysu obdélníku na podezdívce z lomového kamene částečně i na skále. Závěr je orientován k severu. Podezdívka je nerovnoměrně vysoká, omítnutá hrubozrnnou omítkou. Plášť kaple je deštěný svislými hnědými deskami. Dvě okna se nacházejí na východní okapové straně a jedno na východní. Bílá okna dělená dvojitým křížením do šesti polí jsou završena trojúhelníkovým závěrem. Jednoduchý pravoúhlý vchod je z jižní strany. Střecha je sedlová, krytá plechem. Nad vstupem vystupuje čtyřboký sanktusník s malým zavěšeným zvonem. Má jehlanovou střechu s makovicí a křížem.
Interiér má plochý strop s podélným okosením po stranách. Deštění stěn a stropu má bílou barvu. Hlavní oltář je dřevěný, edikulovaný a bohatě profilovaný. Mensa je bílá, retabulum lakované a zlacené. Nad oltářem visí obraz Madony s dítětem, obě postavy mají korunku.